# هيس لانفواري
كريم جريو (بالفرنسية: Karim Djeriou)‏ المعروف في الوسط الفني باسم هيس لانفواري (بالفرنسية: Heuss l'Enfoiré)‏ وهو مغني راب فرنسي من أصول جزائرية ولد في يوم 11 أغسطس 1992 في جينيفيلييه، فرنسا نشأ في فرنسا ويعيش حاليًا في فرنسا منذ صغره.

## روابط خاريجية
- هيس لانفواري على موقع ميوزك برينز (الإنجليزية)
- هيس لانفواري على موقع أول ميوزيك (الإنجليزية)
- هيس لانفواري على موقع ديسكوغز (الإنجليزية)
- هيس لانفواري على موقع ديسكوغز (الإنجليزية)